# Max & Intro
Max & Intro je bio novovalni synthpop bend iz Beograda. Sebe su nazivali "tehno pop bendom".

## Povijest

### Početak
Bend su osnovali Miša Mihajlović (poznatiji kao Max Vincent) i njegov prijatelj Zoran Ćalić (poznatiji kao Intro Johnnie) iz glazbene škole "Stanković" u Beogradu 1982. godine. Max se tijekom završnih godina gimnazije počeo zanimati za elektro-pop te je sa prijateljem iz glazbene škole Introm osnovao Max & Intro. 
Ubrzo nakon osnivanja, grupa je objavila pjesmu Ostavi sve, koja je bila jedna od najvećih hit pjesama novog vala  u Jugoslaviji. Nakon objavljivanja pjesme, duo se svrstao među pionire tehno pop zvuka osamdesetih godina u Jugoslaviji.
Ubrzo su sklopili ugovor sa RTB. Intro je kasnije tvrdio da se samo Maxu može pripisati taj ugovor. Maxovi roditelji imali su dosta kolega koji su radili za RTB, pa su tako i dobili ugovor. Maxov otac bio je poznati bas gitarist, pravnik i menadžer "Plavog ansambla", a majka je bila povjesničarka umjetnosti, svirala je violinu i snimala za PGP kao vokalni solist.

#### We Design The Future
Svoju prvu diskografsku ploču, singl We Design The Future, grupa je objavila 1985. godine pod okriljem izdavačke kuće PGP RTB. Singl sadrži dvije pjesme - Ostavi sve i Beogradska devojka, snimljene u studiju Druga maca u Beogradu. Međutim, kompletne snimke za singl "We design the future" financirali su isključivo Max & Intro. Zanimljivost je da je pri snimanju ploče korišten sintisajzer PPG Laze Ristovskog koji je, prema Maxu, prije njih koristio samo Oliver Mandić. Grupu je javnosti predstavio DJ Sloba Konjović koji je demo snimke pustio na tada glavnom beogradskom radiju "Studio B" na kojem su odmah skočile na vrh liste emisije "Diskomer".
Nakon toga stvaraju nove pjesme i usporedno nastupaju i gostuju u popularnim jugoslavenskim medijima. Nakon objavljivanja novih pjesama, grupa je imala niz gostovanja i nastupa u popularnim jugoslavenskim medijima, uključujući nastupe u Studentskom kulturnom centru Beograd i Klubu studenata tehnike te gostovanja na televiziji u emisijama Hit mjeseca i Petkom u 22.
1987. grupa je prestala postojati, a Max Vincent i Intro Johnnie počeli su solo karijere.
Iste godine Max je postao voditelj show grupe te ga je u Italiji angažirala agencija PHOENIX-ART. Za potrebe showa skladao je namjensku glazbu te je nastupao kao pjevač i glumac uz pratnju ženske plesne skupine. Tijekom višegodišnjeg uspješnog nastupa s grupom, njegov nastup prešao granice Italije u Francusku i Švicarsku. Povremeno je dolazio u Beograd, gdje je surađivao s domaćim glazbenicima. Tako je 1989. godine u suradnji sa Igorom Popovićem (ex "Jakarta") nastao hit Suze i smeh. 

### Nakon raskida
Godine 1996. Max otvara vlastiti studio u kojem radi moderne aranžmane i produkciju za Hašim Kučuk Hoki i druge umjetnike. Max nastavlja se baviti s glazbom i surađuje s drugim umjetnicima te  2002. počinje raditi na materijalu za dvostruki album koji će u potpunosti predstavljati njegov glazbeni integritet. Taj album nikada nije završen. 
2004.g. Max je umro. Uzrok smrti nije naveden. 2006. Nastaje CD kompilacija dijela Maxovog glazbenog opusa, zahvaljujući naporima Maxove majke Bobe i njegovih prijatelja i kolega.
30 godina nakon osnivanja Max & Introa, Intro je izjavio kako je za njega to bilo prekrasno razdoblje, pogotovo jer je tada bio vrlo mlad. Još uvijek sluša glazbu iz tog vremena i ima kolekciju sintisajzera iz tog razdoblja. Vjeruje da se nakon toga razdoblja sve se urušilo i kreativno i glazbeno: izmišljen je MIDI, tehnologija se promijenila i odjednom je sve krenulo u potpuno drugom smjeru. Tvrdio je da je rano elektroničko razdoblje bilo izvanredno, neponovljivo i iznad svega: bezbrižno.
Godine 2016. na kompakt disku i digitalnom formatu objavljen je album The Future Has Designed Us koji uključuje pjesme snimljene između 1984. i 2002. godine, tri u izdanju Max & Intro i sedam solo pjesama Maxa Vincenta.

## Glazbeni stil i stvaranje
Njihova prva pjesma bila je “Ostavi sve” (na engleskom: “Leave everything”). Max je prije toga imao neke ideje, ali prva dovršena pjesma bila je “Ostavi sve”, koja je nastala kada je napravio glavnu melodiju i tekst koji nisu mijenjali. S obzirom na to da nisu imali dovoljno instrumenata, svoju prvu pjesmu su radili korak po korak, postupno dodajući svoje replike i ideje kroz snimku. Njihova prva postava bila je Mladen (Klaus Corpse) koji je svirao glavnu synth temu u “Ostavi Sve” i Nikola (Intro Johnnie) koji je pjevao u “Beogradska devojka” (na engleskom: “Belgrade’s girl”). Mladen je imao Moog Prodigy, koji su koristili za većinu svojih zvukova u prvom demou “Ostavi sve” iz 1984. (Discom je izdao ovu verziju). Zanimljivo je da je Max napravio i odsvirao prvu matricu pjesme na Roland TB-303 Bassline koji je bio povezan s Roland TR-606 ritam mašinom. Kasnije je Intro tu skladbu prebacio na bolju Roland TR-808 ritam mašinu koju su koristili u studiju svog prijatelja gdje su kasnije nastali ti demo snimci. Bio je to studio Nikole Bezeka koji je naslijedio pozamašnu svotu novca i kupio puno dobrih synthova i opreme. U to vrijeme nisu imali previše synthova, pa je Intro svirao Nikolin Korg Polysix i Roland SH-101 u našem prvom demou “Ostavi sve” iz 1984. Isto tako, koristili su istu opremu za snimanje dema “Beogradska devojka”.. Kasnije, kada su potpisali ugovor s RTB-om za snimanje “We design the future”, koristili su drugačiju opremu koja se spominje na poleđini naslovnice tog izdanja. Većinu vremena, dok su radili zajedno kao Max & Intro, imali su nedostatak opreme. Max je imao Korg Poly 800, a Intro SCI Pro One, koji su koristili za snimanje “We design the future”. Kasnije su obojica kupili Casio CZ-101 synthove, koje su koristili s Casio SZ-1 i Roland TR-909 ritam mašinom za snimanje “Los je Dan” (na engleskom: “Bad Day”).

## Diskografija
We Design The Future (1985.g.)